# Eilean Mòr, Loch Sionascaig
Eilean Mòr är en obebodd ö i Loch Sionascaig, Highland, Skottland. Ön är belägen 20 km från Ullapool.